# Joodse begraafplaatsen (Maastricht)
De Joodse begraafplaatsen van Maastricht bevinden zich op minimaal twee locaties in de Nederlands-Limburgse hoofdstad. Van de oudere begraafplaats aan de Maagdendries in het Statenkwartier bestaan geen zichtbare overblijfselen. De latere begraafplaats in Maastricht-West is onderdeel van de Algemene Begraafplaats Tongerseweg en is nog steeds in gebruik. Dit is de grootste Joodse begraafplaats van Limburg. Er zijn ongeveer 330 grafstenen, al is het aannemelijk dat er nog meer mensen zijn begraven.

## Geschiedenis van de Joden in Maastricht
Reeds in de middeleeuwen was er een Joodse wijk en gemeente in Maastricht. Een bewaard gebleven blad uit de Babylonische Talmoed is het enige tastbare overblijfsel van deze gemeenschap. Ook de aanwezigheid van een Jodenpoort (in de 19e eeuw gesloopt) en een Jodenstraat (nog bestaand) wijst hier op. Omstreeks 1370 werden alle joden uit Brabant verdreven, waarschijnlijk ook uit Maastricht. In een document uit 1377 wordt een huis vermeld tegenover de voormalige synagoge, wat zou kunnen wijzen op afwezigheid van Joden. Later was er incidenteel toch sprake van een Joodse aanwezigheid in de stad; Joden werden alleen toegelaten als zij economisch voordeel brachten. In de 18e eeuw vestigden zich opnieuw enkele Joodse families in Maastricht en dezen vormden de basis voor de Joodse gemeenschap die er tot op de dag van vandaag nog is. Pas in de Franse tijd kregen de Joden dezelfde rechten als alle andere stadbewoners. Maastricht had al diverse (huis)synagoges gehad. De synagoge aan de Bogaardenstraat werd ingewijd op 21 augustus 1840 en is nog steeds in gebruik.

## Begraafplaats Maagdendries

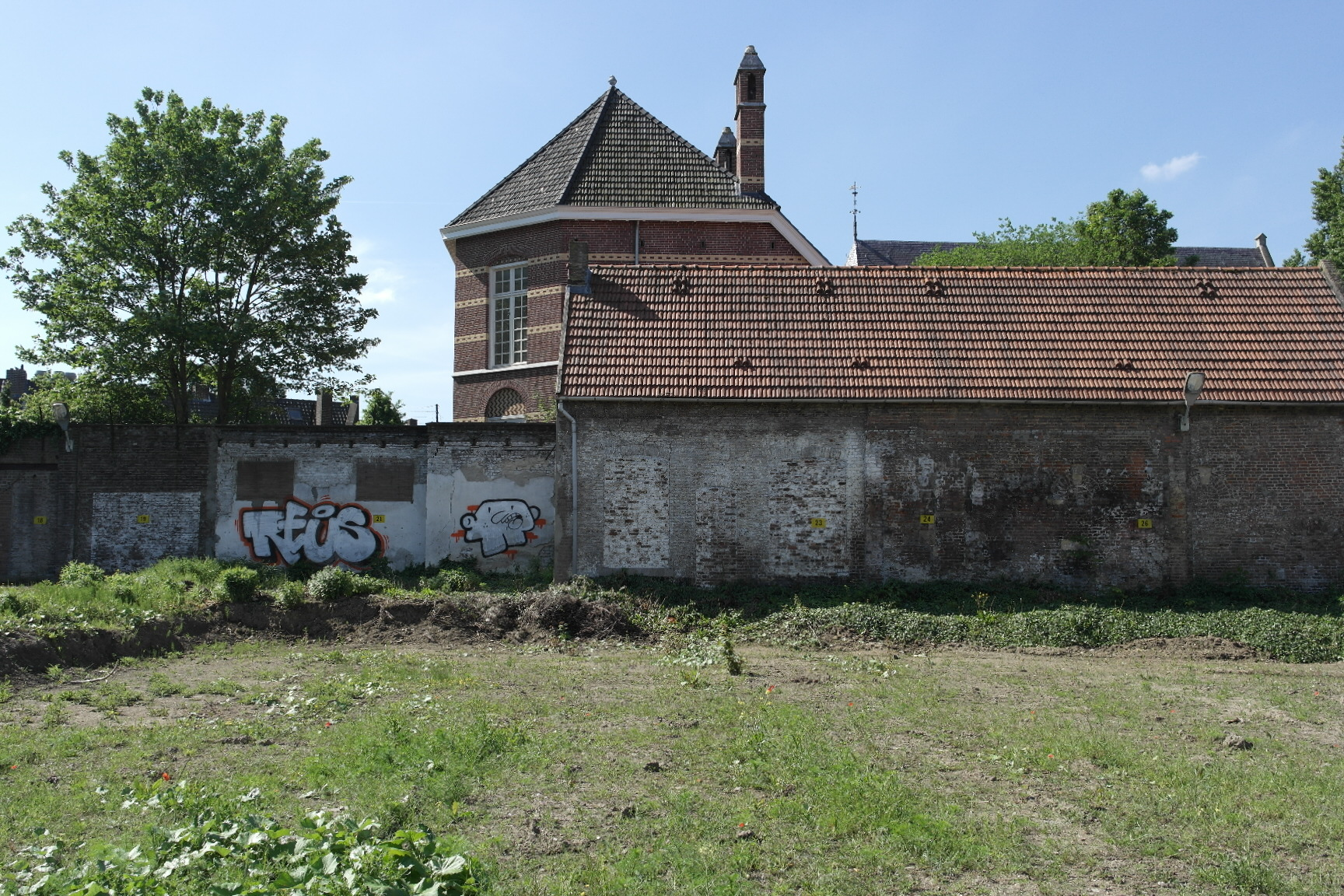
Het terrein waar zich de Joodse begraafplaats Maagdendries bevond

Voor zover bekend is er naast de grote Joodse begraafplaats aan de Tongerseweg nog één andere Joodse begraafplaats geweest in Maastricht. Tot 1821 werden de doden begraven "aan den Dries", achter de Sint-Andrieskapel aan de Maagdendries. Aangenomen wordt dat deze begraafplaats in de late 18e eeuw werd aangelegd, toen de joden zich opnieuw in Maastricht mochten vestigen. Bij de begraafplaats lag een huisje met onbekende bestemming (later aangeduid als "patronaatshuisje"). In 1842 werd dit huisje door de joodse gemeente verhuurd, waarbij contractueel werd vastgelegd dat de oude begraafplaats omheind zou worden en "dat de eeuwige rustplaats niet verstoord mocht worden". Anno 2019 wordt in dit gebied het Sphinxkwartier ontwikkeld.
Ten noorden van de begraafplaats lag tot ca. 1867 het verdedigingswerk de Boschkat, onderdeel van de tweede middeleeuwse stadsomsluiting van Maastricht. De kat (of cavalier) werd op een plattegrond uit ca. 1670 aangeduid als "Joodenberg", wat zou kunnen duiden op een grotere ouderdom van de begraafplaats aan de Maagdendries of de aanwezigheid van een oudere (middeleeuwse?) begraafplaats ter plaatse van de kat.
In 2008 werden resten van de begraafplaats Den Dries ontdekt op het terrein van de voormalige Sphinx-fabrieken. Blijkbaar heeft men tijdens de uitbreiding van het fabrieksterrein het bestaan van deze begraafplaats verzwegen en zodoende is de begraafplaats (illegaal) geruimd. Bij de sloop van de fabriekshallen in 2008 ontdekte men nog twee resterende Joodse graven. Omdat het onmogelijk bleek deze te behouden op de vindplaats, werd besloten de stoffelijke resten te herbegraven op de begraafplaats Tongerseweg. Dit herbegraven is vrij uniek en mag uitsluitend gebeuren onder zeer dringende omstandigheden en met instemming van het rabbinaat en in het bijzijn van een rabbijn. Volgens Joodse wetten moet een graf te allen tijde met rust worden gelaten.

## Begraafplaats Tongerseweg

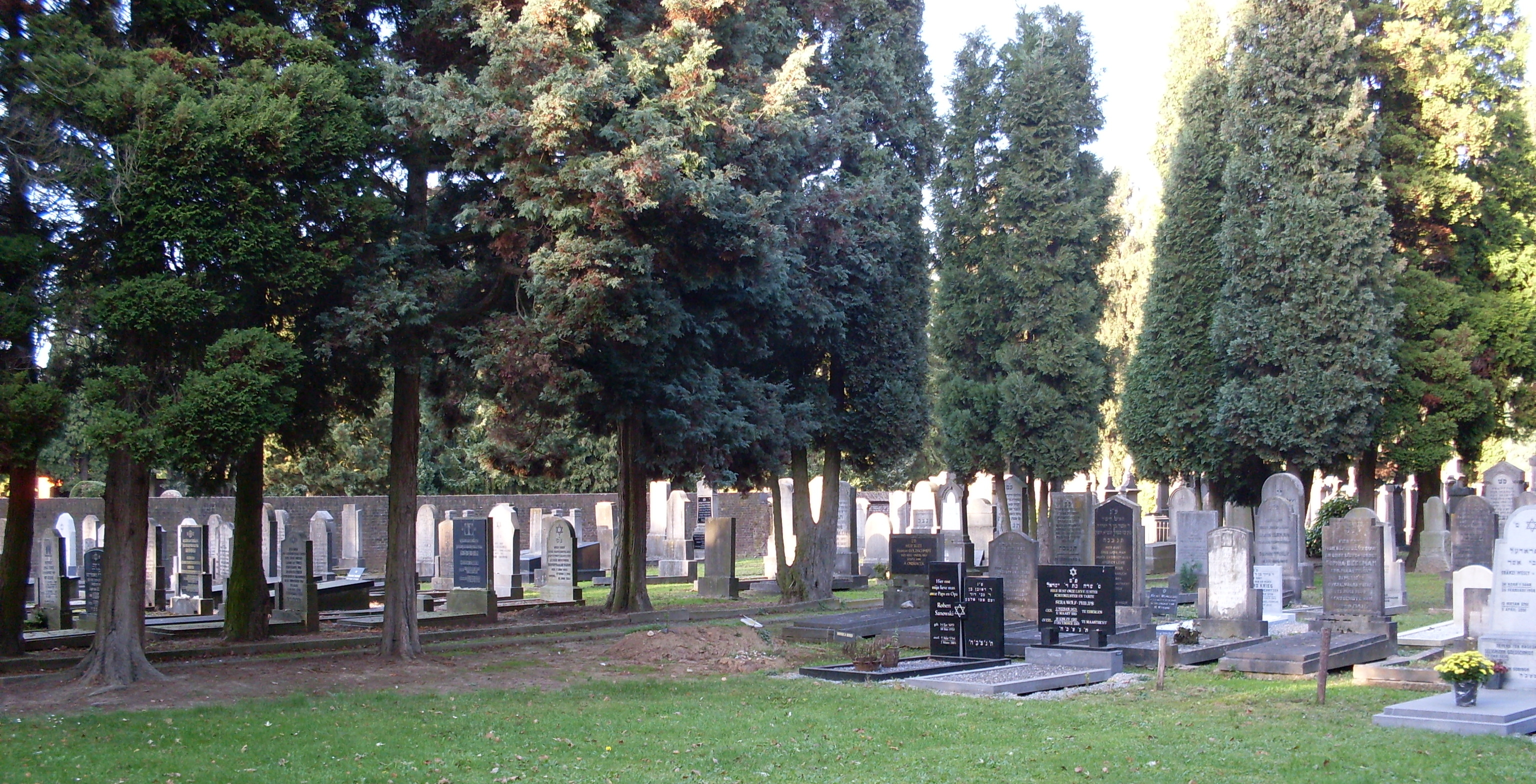
Overzicht Joodse begraafplaats Tongerseweg

De plannen voor de aanleg voor de algemene begraafplaats aan de Tongerseweg dateren uit 1805, tijdens de Franse tijd. Het Joodse deel was aanvankelijk gepland buiten de muren van de begraafplaats aan de oostzijde. In 1811 werd besloten een kleiner deel (ongeveer de helft) in te richten aan de westzijde. In 1812 werd de begraafplaats katholiek gewijd en vond ook de eerste katholieke begrafenis plaats.
Recht tegenover de hoofdingang vindt men het Joodse gedeelte. Ze is volledig ommuurd, maar heeft wel nog een eigen toegangspoort voor uitvaartstoeten. De begraafplaats is een oase van rust en kent verschillende zeer uitvoerige grafmonumenten. Hierop zijn vaak ook katholieke elementen te zien. Dit is het bewijs dat de Joden goed geïntegreerd waren met de christenen.
De oudste bewaard gebleven grafstenen geven als overlijdensjaar 1816 aan. Als er werkelijk tot 1821 aan de Maagdendries werd begraven, was er dus sprake van een 'overlappingsperiode'.
De begraafplaats is duidelijk in te delen in velden. Voor iedere periode is een apart veld ingericht. De begraafplaats is voller dan ze lijkt. Op verschillende plaatsen, met name op het oudste deel, zitten er 'gaten' in de rijen met grafstenen. Het zou echter goed mogelijk zijn, dat er op deze ogenschijnlijk lege plaatsen, toch mensen zijn begraven, maar dat het graf niet of niet meer is gemarkeerd door een steen. Voor wat betreft het meest recente deel, nabij de grote toegangspoort, nog zo'n 50 plaatsen beschikbaar zijn.
Op de begraafplaats staat een eenvoudig monument voor de omgekomen Joodse kinderen in vernietigingskampen tijdens de Tweede Wereldoorlog. Hierop is een tekst aangebracht in het Hebreeuws, Nederlands en Maastrichts. De tekst luidt: "TER NAGEDACHTENIS AAN DE JOODSE KINDEREN UIT MAASTRICHT DIE IN DE JAREN 1940-1945 ZIJN WEGGEVOERD EN OMGEKOMEN IN VERNIETIGINGSKAMPEN".

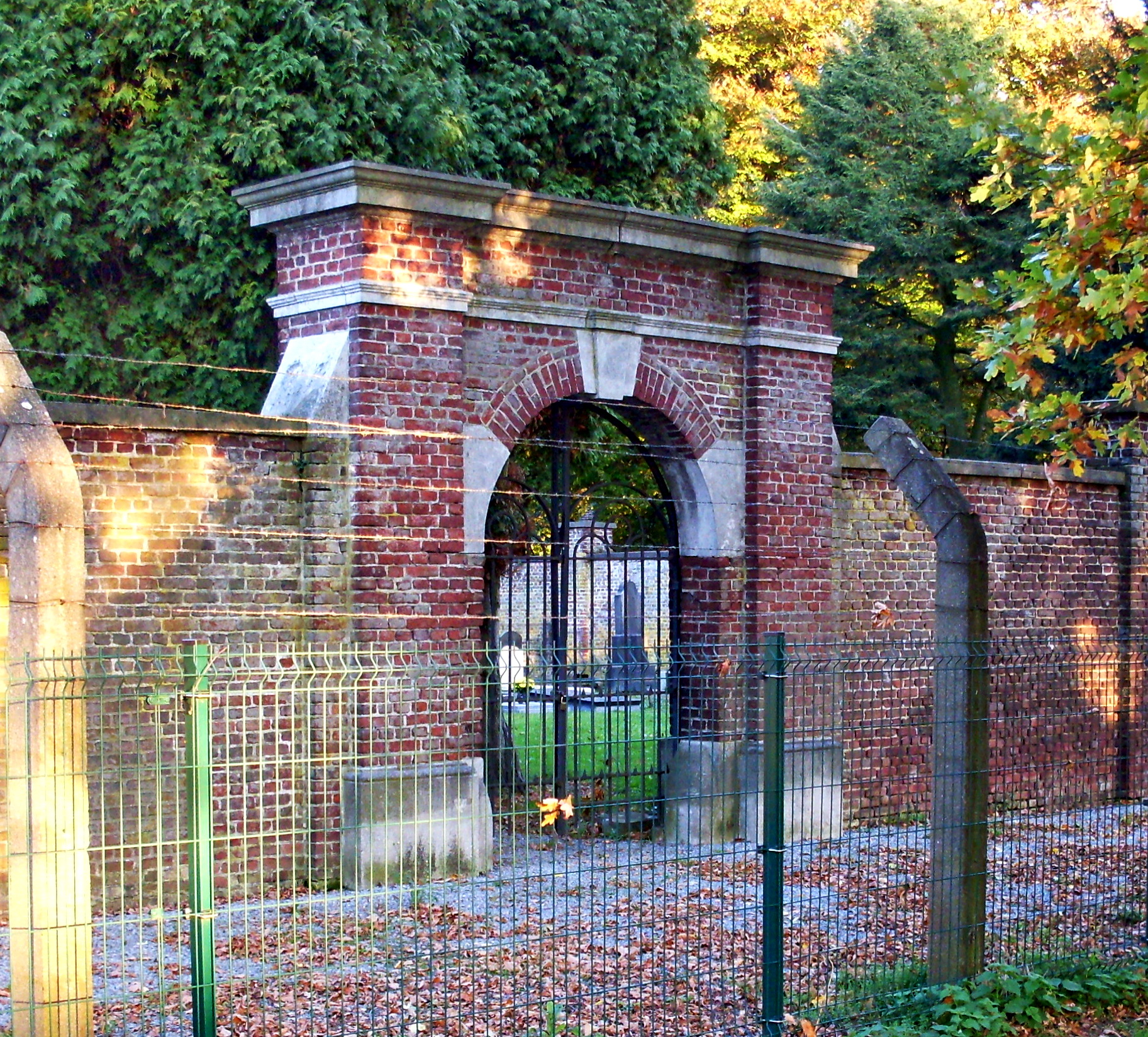
Eigen toegangspoort naar de Joodse begraafplaats
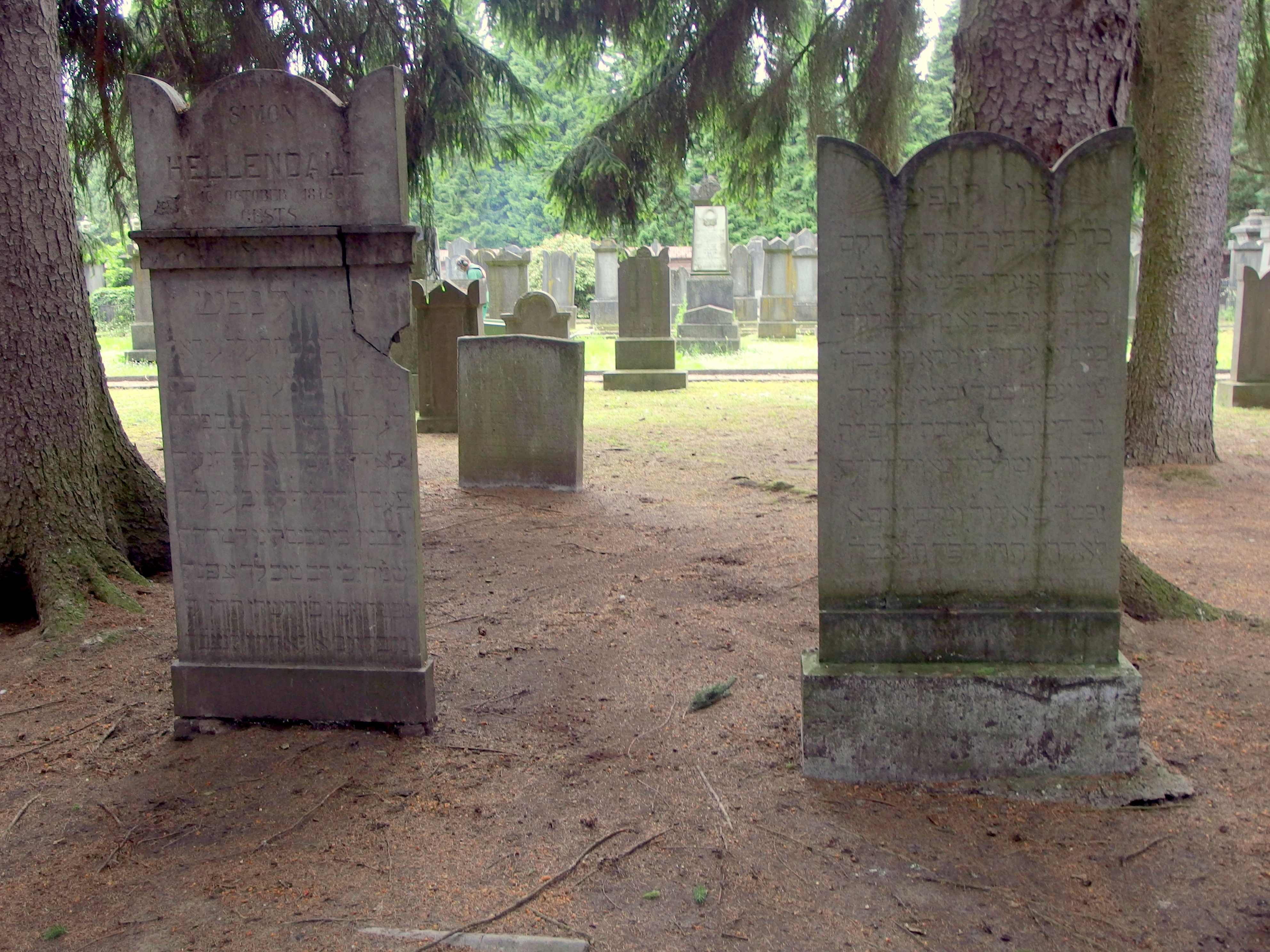
19e-eeuwse grafmonumenten
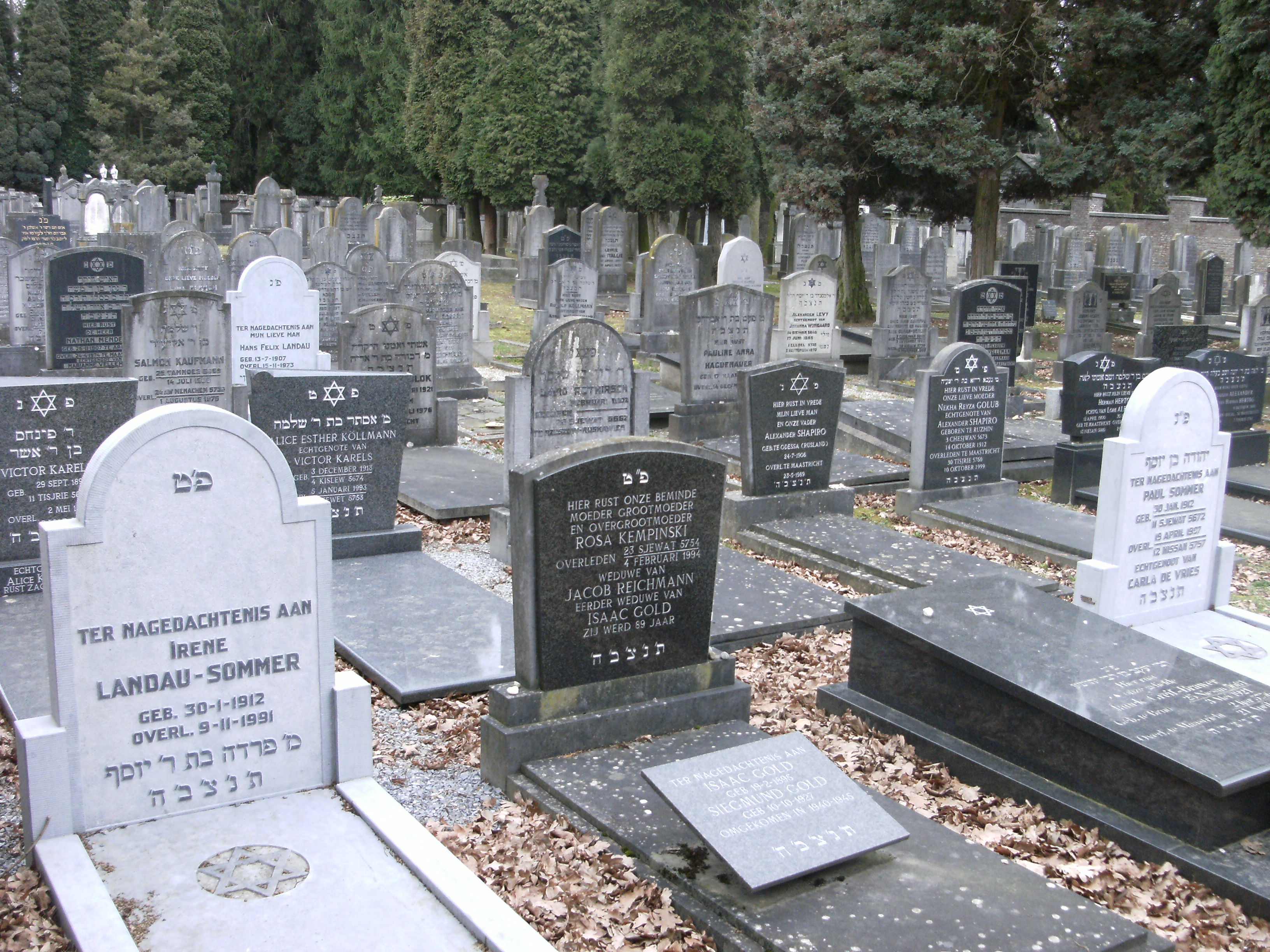
Nieuwer gedeelte
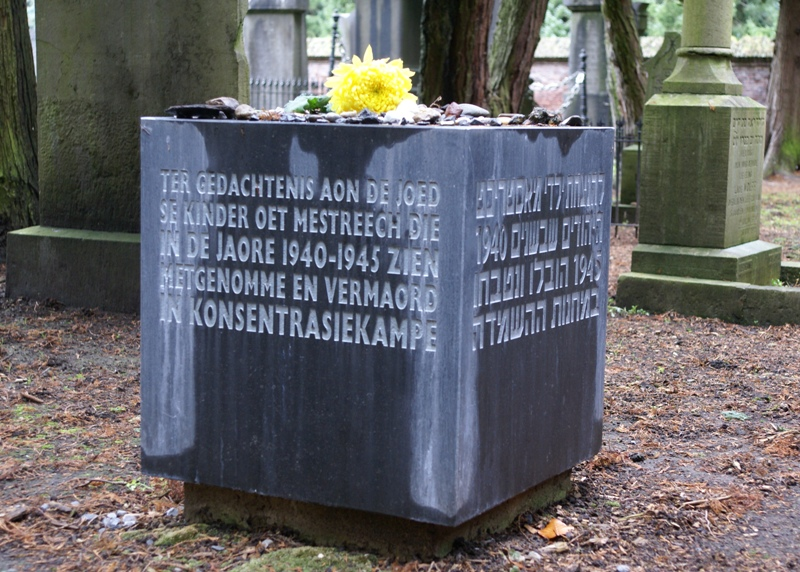
Monument omgekomen Joodse kinderen

## Trivia
- Op de Joodse begraafplaats van Maastricht worden nog relatief vaak mensen begraven. In 2009 vonden er twee begrafenissen plaats.
- Maastricht kent ook een Jodenstraat. Hier ligt mogelijk de bakermat van het Jodendom in Maastricht (en heel Nederland).[7]
- Sinds 1986 zijn alle Joodse gemeenten van Limburg samengevoegd in de NIHS-Limburg met als enige nog als zodanig gebruikte synagoge de synagoge van Maastricht.